# Harold Tower
Pour les articles homonymes, voir Tower.
Harold Tower, né le 17 juillet 1911 à Lodi (Californie) et mort le 12 août 1994 à San Diego, est un rameur d'aviron américain.

## Palmarès

### Jeux olympiques
- Los Angeles 1932
  -  Médaille d'or en huit[1].